# Coupe des clubs champions africains 1971
Navigation
Édition précédente Édition suivante
La Coupe des clubs champions africains 1971 est la septième édition de la Coupe des clubs champions africains. Le club vainqueur de la compétition est désigné champion d'Afrique des clubs 1971. Vingt-cinq formations sont engagées dans la compétition. À noter que le tirage au sort en cas d'égalité n'est plus utilisé; si deux formations marquent le même nombre de buts sur l'ensemble des deux rencontres, une séance de tirs au but est jouée (la règle des buts marqués à l'extérieur n'est pas appliquée).
C'est le club camerounais du Canon Yaoundé qui remporte cette édition après avoir battu le tenant du titre, Asante Kotoko, en finale. Il s'agit du deuxième titre continental pour le football camerounais après le sacre de l'Oryx Douala en 1964. Quant à Asante Kotoko, il perd sa troisième finale en quatre tentatives.
Pour la première fois dans l'histoire de la compétition, une rencontre oppose deux formations du même pays. En effet, en demi-finale, le tenant du titre, Asante Kotoko, affronte le champion du Ghana, Great Olympics. Asante sort vainqueur de ce duel 100% ghanéen et accède à la finale.

## Premier tour
| Équipe 1                    | Résultat      | Équipe 2          | Aller | Retour |
| --------------------------- | ------------- | ----------------- | ----- | ------ |
| Al Merreikh Omdurman        | 2 - 2 5-4 tab | Tele SC Asmara    | 2 - 1 | 0 - 1  |
| Abaluhya United             | 1 - 3         | Great Olympics    | 0 - 0 | 1 - 3  |
| ASC Diaraf                  | 3 - 4         | Stade malien      | 3 - 0 | 0 - 4  |
| Maseru United               | 3 - 5         | MMM Tamatave      | 1 - 2 | 2 - 3  |
| AS Porto Novo               | 0 - 3         | Vita Club Mokanda | 0 - 1 | 0 - 2  |
| Canon Yaoundé               | 9 - 3         | AS Solidarité     | 7 - 3 | 2 - 1  |
| Espérance sportive de Tunis | 1 - 0         | Al Ahly Benghazi  | 0 - 0 | 1 - 0  |
| Secteur 6                   | 1 - 2         | Enugu Rangers     | 1 - 1 | 0 - 1  |
| Young Africans              | 2 - 0         | Lavori Publici    | 2 - 0 | 0 - 0  |

## Deuxième tour
| Équipe 1             | Résultat      | Équipe 2                            | Aller | Retour |
| -------------------- | ------------- | ----------------------------------- | ----- | ------ |
| AS Kaloum Star       | 4 - 5         | Enugu Rangers                       | 3 - 3 | 1 - 2  |
| Al Merreikh Omdurman | 2 - 2 4-5 tab | Asante Kotoko'T'                    | 2 - 1 | 0 - 1  |
| MMM Tamatave         | 2 - 5         | Great Olympics                      | 2 - 1 | 0 - 4  |
| Stade malien         | 3 - 4         | ASEC Mimosas                        | 2 - 2 | 1 - 2  |
| Vita Club Mokanda    | 1 - 4         | Dynamic Togolais                    | 1 - 2 | 0 - 2  |
| AS Vita Club         | 3 - 3 3-4 tab | Canon Yaoundé                       | 2 - 0 | 1 - 3  |
| Coffee SC            | -             | Young Africans forfait              | -     | -      |
| Ismaily SC           | -             | Espérance sportive de Tunis forfait | -     | -      |

## Quarts de finale
| Équipe 1         | Résultat | Équipe 2         | Aller | Retour |
| ---------------- | -------- | ---------------- | ----- | ------ |
| Coffee SC        | 0 - 2    | Great Olympics   | 0 - 0 | 0 - 2  |
| Enugu Rangers    | 0 - 3    | ASEC Mimosas     | 0 - 1 | 0 - 2  |
| Dynamic Togolais | 4 - 6    | Canon Yaoundé    | 1 - 2 | 3 - 4  |
| Ismaily SC       | 0 - 3    | Asante Kotoko'T' | 0 - 0 | 0 - 3  |

## Demi-finales
| Équipe 1       | Résultat | Équipe 2         | Aller | Retour |
| -------------- | -------- | ---------------- | ----- | ------ |
| ASEC Mimosas   | 3 - 5    | Canon Yaoundé    | 2 - 1 | 1 - 4  |
| Great Olympics | 1 - 2    | Asante Kotoko'T' | 1 - 1 | 0 - 1  |

## Finales
| 5 décembre 1971 | Asante Kotoko | 2 - 0 | Canon Yaoundé | Kumasi Sports Stadium, Kumasi |  |
|                 |               |       |               |                               |  |

| 19 décembre 1971 | Canon Yaoundé | 3 - 0 | Asante Kotoko | Stade militaire de Yaoundé, Yaoundé |  |
|                  |               |       |               |                                     |  |

| 21 décembre 1971 | Canon Yaoundé | 1 - 0 (match arrêté) | Asante Kotoko | Stade militaire de Yaoundé, Yaoundé |  |
|                  |               |                      |               |                                     |  |

| Coupe des clubs champions africains Vainqueur 1971 |
| -------------------------------------------------- |
| Canon Yaoundé Premier titre                        |